# Jugoslaviska mästerskapet i fotboll 1936/1937
Jugoslaviska mästerskapet i fotboll 1936/1937 innebar att man återigen spelade seriespel. Jugoslaviens nationella liga vanns av kroatiska Građanski Zagreb.

## Tabell
| Placering | Klubb            | Spelade matcher | Vinster | Oavgjorda | Förluster | Gjorda mål | Insläppta mål | Målskillnad | Poäng |
| --------- | ---------------- | --------------- | ------- | --------- | --------- | ---------- | ------------- | ----------- | ----- |
| 1         | Građanski        | 18              | 12      | 4         | 2         | 50         | 16            | +34         | 26    |
| 2         | Hajduk Split     | 18              | 9       | 3         | 6         | 39         | 19            | +20         | 22    |
| 3         | BSK              | 18              | 8       | 5         | 5         | 48         | 24            | +24         | 21    |
| 4         | SK Jugoslavija   | 18              | 9       | 3         | 6         | 39         | 28            | +11         | 21    |
| 5         | Slavija Sarajevo | 18              | 7       | 3         | 8         | 36         | 40            | -4          | 17    |
| 6         | BASK             | 18              | 7       | 2         | 9         | 37         | 40            | -3          | 16    |
| 7         | HAŠK             | 18              | 5       | 6         | 7         | 22         | 39            | -17         | 16    |
| 8         | Ljubljana        | 18              | 6       | 3         | 9         | 21         | 40            | -19         | 15    |
| 9         | HŠK Concordia    | 18              | 5       | 3         | 10        | 26         | 48            | -22         | 13    |
| 10        | Slavija Osijek   | 18              | 5       | 2         | 11        | 23         | 47            | -24         | 12    |

- skyttekung: Moša Marjanović (21 mål på 18 matcher)

### Mästarna
Građanski Zagreb (manager: Marton Bukovi)
- Emil Urch
- Ivan Jazbinšek
- Bernard Hügl
- Jozo Kovačević
- Mirko Kokotović
- Svetozar Đanić
- August Lešnik
- Milan Antolković
- Branko Pleše
- Ivan Medarić